# Creand
Creand (anteriormente Crèdit Andorrà) é um grupo financeiro no Principado de Andorra fundado em 1950. O grupo atua em Andorra, Espanha, Luxemburgo, nos Estados Unidos da América (Miami) e Panamá.